# 寺脇町
寺脇町（てらわきちょう）は静岡県浜松市中央区の町名。丁番を持たない単独町名である。住居表示未実施。

## 地理
浜松市中央区の南部、白脇地区の中東部に位置する。東で福塚町・大柳町・都盛町、西で白羽町及び中田島町、南で江之島町、北で三島町と接する。

### 河川
- 芳川

### 学区
小学校・中学校の学区は以下の通りである。
- 浜松市立白脇小学校
- 浜松市立南部中学校

## 歴史

### 沿革
- 1889年（明治22年）4月1日 - 町村制の施行により、敷知郡寺脇村が周辺の村と合併して敷知郡白脇村となる[WEB 8]。旧村名は白脇村の大字として残る[書籍 1]。
- 1896年（明治29年）4月1日 - 郡制の施行により、白脇村の所属郡が浜名郡に変更となる。
- 1939年（昭和14年）7月1日 – 白脇村が浜松市に編入される。
- 1940年（昭和15年） - 大字から町へ住所表記を変更する[WEB 9]。
- 2007年（平成19年）4月1日 - 浜松市が政令指定都市となる。寺脇町は南区の一部となる。
- 2024年（令和6年）1月1日 - 浜松市の行政区再編により、寺脇町は中央区の一部となる。

## 施設
- 浜松市立白脇幼稚園
- 浜松市立白脇小学校
- 浜松市白脇協働センター
- JAとぴあ浜松白脇支店・ファーマーズマーケット白脇店
- 浜松寺脇郵便局
- ハマキョウレックス 本社
- 浜松鉄工団地協同組合
- 三菱ふそうトラック・バス東海ふそう浜松支店
- セブン-イレブン浜松寺脇町店
- ファミリーマート浜松寺脇町店
- 曹洞宗 金光山 般若寺
- 曹洞宗 寺脇山 法壽院
- 臨済宗方広寺派 金華山 高福寺
- 臨済宗妙心寺派 寶圓寺

## 交通

### バス
- 遠鉄バス - 平日開校日朝1便のみ寺脇局前→本田間直通
  - 3三島江之島線：（浜松駅 方面 - ）鉄工組合 - 鉄工団地南 - 高福寺入口 - 寺脇橋 - 寺脇南 - 本田（ほんでん）（ - 南行政センター・遠州浜四丁目 方面）
  - 5三島江之島線：（浜松駅 方面 - ）はんにゃ寺前 - 寺脇局前 - 鉄工団地南 - 高福寺入口 - 寺脇橋 - 寺脇南 - 本田（ - 南行政センター・遠州浜四丁目 方面）

### 道路
- 静岡県道316号舞阪竜洋線（掛舞線）
- 浜松市道小池三島線（団地通り）[WEB 10]
- 浜松市道寺脇福塚線（団地通り）[WEB 10]
- 浜松市道寺脇1号線（代官通り）[WEB 10]
- 浜松市道寺脇12号線（中上道路）[WEB 10]
- 浜松市道寺脇23号線（友ちゃ街道）[WEB 10]
- 浜松市道寺脇24号線（村中の道）[WEB 10]
- 浜松市道白羽21号線（学校通り）[WEB 10]
- 浜松市道三島35号線（代官通り）[WEB 10]

## その他

### 警察
警察の管轄区域は以下の通りである。
| 番・番地等 | 警察署       | 交番・駐在所 |
| ---------- | ------------ | ------------ |
| 全域       | 浜松東警察署 | 白脇交番     |

### 消防
消防の管轄区域は以下の通りである。
| 番・番地等 | 消防署   | 本署/出張所 |
| ---------- | -------- | ----------- |
| 全域       | 南消防署 | 白脇出張所  |

### 書籍
1. ↑  『浜松市史 三』浜松市役所、1980年3月26日、176頁。

### WEB
1. ↑  “h02_22.csv”.   総務省 (2022年2月10日). 2024年7月28日閲覧。
2. ↑  “chuouku_menseki.xlsx”.   浜松市 (2024年3月12日). 2024年7月28日閲覧。
3. ↑  “静岡県 浜松市中央区 寺脇町の郵便番号 - 日本郵便”.   日本郵便. 2025年2月15日閲覧。
4. ↑  “市外局番の一覧”.   総務省 (2022年3月1日). 2024年7月28日閲覧。
5. ↑  “事業所案内及び管轄地域（事務所3件、分室3件）”.   一般社団法人静岡県自動車会議所. 2024年7月28日閲覧。
6. ↑  “住居表示実施状況／浜松市”.   浜松市 (2024年1月4日). 2024年7月28日閲覧。
7. ↑  “学校名から探す／浜松市”.   浜松市 (2024年1月1日). 2024年7月28日閲覧。
8. ↑  “historyofcities.pdf”.   静岡県総務部合併推進室・財団法人静岡県市町村振興協会. 2024年9月26日閲覧。
9. ↑  “解説ページ”.   株式会社エア. 2024年10月8日閲覧。
10. 1 2 3 4 5 6 7 8  “p01p06.pdf”.   浜松市白脇協働センター (2024年4月5日). 2024年8月6日閲覧。
11. ↑  “白脇交番｜静岡県警察”.   静岡県警察 (2024年1月1日). 2024年7月28日閲覧。
12. ↑  “消防署の町別管轄「て」／浜松市”.   浜松市 (2023年4月3日). 2024年7月28日閲覧。